# سیارک ۶۹۱۶
سیارک ۶۹۱۶ (به انگلیسی: 6916 Lewispearce، نامگذاری:1992OJ) شش هزار و نهصد و شانزدهمین سیارک کشف شده‌است که در ۲۷ ژوئیه ۱۹۹۲ کشف شد.
قدر مطلق سیارک برابر ۱۲٫۰۰ است.